# Partito Comunista dell'Ossezia del Sud
Il Partito Comunista dell'Ossezia del Sud (in lingua osseta Хуссар Ирыстоны Коммунистон парти) è un partito politico della repubblica secessionista dell'Ossezia del Sud. Il segretario del partito è Stanislav Kochiev.